# Vicinity of Obscenity
Vicinity of Obscenity är en promo sampler-singel från 2006 av den amerikanska metalgruppen System of a Down. Detta var den sista singel som bandet släppte innan deras uppehåll i augusti 2006. "Vicinity of Obscenity" var först tänkt att släppas den 29 maj 2006 som en nedladdningsbar EP tillsammans med låtarna "Lonely Day", "Shame" och "Snowblind", men detta ändrades och "Vicinity of Obscenity" togs bort och de övriga låtarna kom istället med på maxisingeln av "Lonely Day" (kallad Lonely Day EP). "Vicinity of Obscenity" är enligt Serj Tankian inspirerad av dadaism och det är den låt han anser är roligast att uppträda med under konserter.
Låtens refräng är uppbyggd runt en udda taktart, nämligen 15/8. Resten av låten har en jämn taktart på 4/4. Instrumentalt sett är det en av de tyngsta låtarna på albumet och i slutet av låten finns det en sammankoppling med låten därefter, kallad "She's Like Heroin". Första gången "Vicinity of Obscenity" spelades live var den 19 juni 2011 på Provinssirock-festivalen i Seinäjoki.

## Låtlista
Alla låtar är skrivna och komponerade av System of a Down, om inte annat anges. 
| Nr | Titel                 | Längd |
| -- | --------------------- | ----- |
| 1. | Vicinity of Obscenity | 2:51  |
| 2. | Lonely Day            | 2:47  |